# Lans-en-Vercors
Lans-en-Vercors är en kommun i departementet Isère i regionen Auvergne-Rhône-Alpes i sydöstra Frankrike. Kommunen ligger i kantonen Villard-de-Lans som tillhör arrondissementet Grenoble. År 2022 hade Lans-en-Vercors 2 698 invånare.

## Befolkningsutveckling
Antalet invånare i kommunen Lans-en-Vercors
Referens:INSEE